# HMS L8
Pour les articles homonymes, voir L8.
Le HMS L8 est un sous-marin britannique de classe L construit pour la Royal Navy pendant la Première Guerre mondiale. Le bateau a survécu à la guerre et a été vendu à la ferraille en 1930.

## Conception
Les sous-marins de classe L étaient une version agrandie et améliorée de la classe E précédente. Ils avaient une longueur totale de 70,4 m, un maître-bau de 7,2 m et un tirant d'eau moyen de 4 m. Ces sous-marins avaient un déplacement de 905 tonnes en surface, et 1 091 tonnes en immersion. Ils avaient un équipage de 35 officiers et matelots.
Pour la navigation en surface, ces navires étaient propulsés par deux moteurs diesel Vickers à 12 cylindres de 1 200 ch (895 kW), chacun entraînant un arbre d'hélice. En immersion, chaque hélice était entraînée par un moteur électriques de 600 ch (447 kW). Ils pouvaient atteindre la vitesse de 17 nœuds (31 km/h) en surface et 10,5 nœuds (19,4 km/h) sous l’eau. En surface, la classe L avait un rayon d'action de 3 200 milles marins (5 900 km) à 10 nœuds (19 km/h).
Les navires étaient armés d’un total de six tubes lance-torpilles de 18 pouces (457 mm). Quatre d’entre eux étaient dans l’étrave et la paire restante était installée sur les flancs. Ils transportaient 10 torpilles de recharge, toutes pour les tubes d’étrave. Ils étaient aussi armés d’un canon de pont de 4 pouces (102 mm).

## Engagements
Le HMS L8 a été construit par Cammell Laird à Birkenhead. Sa quille fut posée le 28 mai 1916, il a été lancé le 7 juillet 1917 et mis en service le 12 mars 1918. En 1918, il est basé à Falmouth, en Cornouailles. En 1919, le L8 est affecté à la 4e flottille sous-marine et au HMS Titania. Il appareille pour Hong Kong, où il arrive le 14 avril 1920. Il a ensuite été affecté à la flottille de réserve à Hong Kong. Il fut vendu le 7 octobre 1930 à John Cashmore Ltd pour être démoli à Newport, dans le Monmouthshire.